# سباق الجائزة الكبرى للدراجات النارية موسم 1991
سباق الجائزة الكبرى للدراجات النارية موسم 1991 كان النسخة الـ 43 من بطولة العالم التي نظمها الاتحاد الدولي للدراجات النارية. تكون الموسم من 15 سباقا بدأ بجائزة اليابان الكبرى للدراجات النارية وانتهى بجائزة ماليزيا الكبرى للدراجات النارية. كان وين ريني بطل الموسم لفئة 500 سي سي.

## النتائج
| الجولة | السباق                                         | المكان              | الفائز بفئة 125    | الفائز بفئة 250   | الفائز بفئة 500 | التقرير |
| ------ | ---------------------------------------------- | ------------------- | ------------------ | ----------------- | --------------- | ------- |
| 1      | جائزة اليابان الكبرى للدراجات النارية          | حلبة سوزوكا         | نوبورو أويدا       | لوكا كادالورا     | كيفن شوانتز     | التقرير |
| 2      | جائزة أستراليا الكبرى للدراجات النارية         | سيدني               | لوريس كابيروسي     | لوكا كادالورا     | وين ريني        | التقرير |
| 3      | جائزة الولايات المتحدة الكبرى للدراجات النارية | حلبة لاغونا سيكا    | لا يوجد سباق       | لوكا كادالورا     | وين ريني        | التقرير |
| 4      | جائزة إسبانيا الكبرى للدراجات النارية          | حلبة خيريز          | نوبورو أويدا       | هيلموت برادل      | ميك دوهان       | التقرير |
| 5      | جائزة إيطاليا الكبرى للدراجات النارية          | حلبة ميزانو الدولية | فاوستو جريسيني     | لوكا كادالورا     | ميك دوهان       | التقرير |
| 6      | جائزة ألمانيا الكبرى للدراجات النارية          | حلبة هوكنهايم       | رالف والدمان       | هيلموت برادل      | كيفن شوانتز     | التقرير |
| 7      | جائزة النمسا الكبرى                            | سالزبرجرينج         | فاوستو جريسيني     | هيلموت برادل      | ميك دوهان       | التقرير |
| 8      | جائزة أوروبا الكبرى                            | حلبة ديل خاراما     | لوريس كابيروسي     | لوكا كادالورا     | وين ريني        | التقرير |
| 9      | كأس هولندا السياحية                            | حلبة أسن تي تي      | رالف والدمان       | بيرفرانسيسكو شيلي | كيفن شوانتز     | التقرير |
| 10     | جائزة فرنسا الكبرى للدراجات النارية            | حلبة بول ريكارد     | لوريس كابيروسي     | لوريس ريجياني     | وين ريني        | التقرير |
| 11     | جائزة بريطانيا الكبرى للدراجات النارية         | دونينجتون بارك      | لوريس كابيروسي     | لوكا كادالورا     | كيفن شوانتز     | التقرير |
| 12     | جائزة سان مارينو الكبرى للدراجات النارية       | حلبة موجيلو         | بيتر أوتل          | لوكا كادالورا     | وين ريني        | التقرير |
| 13     | جائزة التشيك الكبرى للدراجات النارية           | حلبة برنو           | أليساندرو جراميجني | هيلموت برادل      | وين ريني        | التقرير |
| 14     | جائزة لو مان الكبرى للدراجات النارية           | حلبة دي لا سارث     | لا يوجد سباق       | هيلموت برادل      | كيفن شوانتز     |         |
| 15     | جائزة ماليزيا الكبرى للدراجات النارية          | شاه عالم            | لوريس كابيروسي     | لوكا كادالورا     | جون كوسينسكي    | التقرير |